# Mary Gaillard

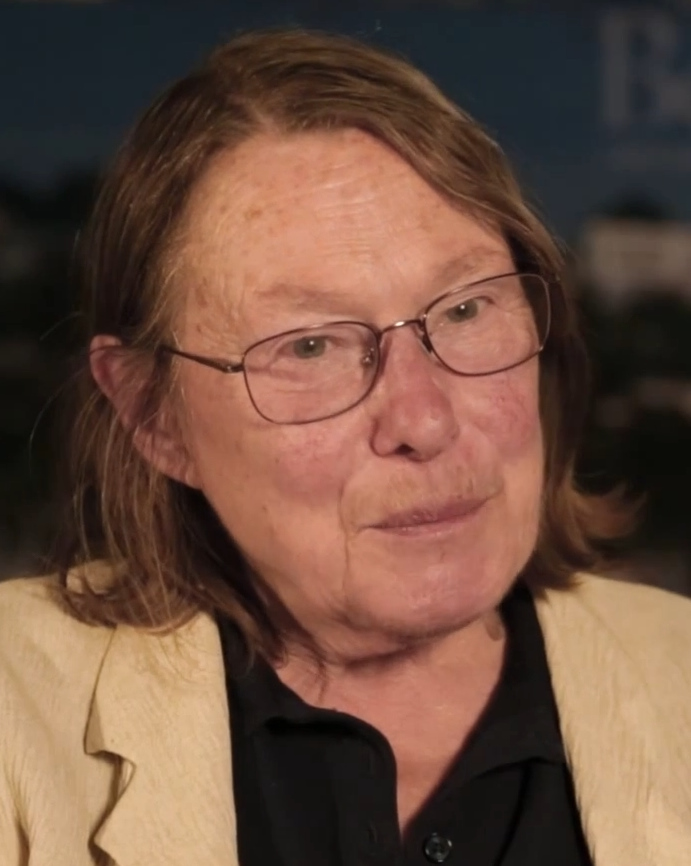
Mary Gaillard (2015)

Mary Katharine Gaillard (* 1. April 1939 in New Brunswick, New Jersey; † 23. Mai 2025) war eine US-amerikanische theoretische Physikerin, die hauptsächlich im Bereich der Elementarteilchenphysik arbeitete.

## Werdegang
Gaillard machte ihren Bachelor-Abschluss am Hollins College 1960 und ihren Master-Abschluss an der Columbia University 1961. Sie promovierte an der Universität von Paris in Orsay (1964 Doctorat du troisième cycle, 1968 Doctorat d’Etat) und war ab 1964 Wissenschaftlerin am CNRS, ab 1973 als Maitre de recherche, 1979/81 Gruppenleiterin am LAPP in Annecy und 1980–1984 Directeur de recherche am CNRS in Annecy. Ab 1981 war sie Physikprofessorin an der University of California, Berkeley, wo sie auch seit 1981 Senior Scientist am Lawrence Berkeley National Laboratory und 1985–1987 Gruppenleiter in der Theorieabteilung war. Von 1964 bis 1981 war sie Gastwissenschaftlerin am CERN und 1973/4 sowie 1983 am Fermi National Accelerator Laboratory.
Gaillard war für Beiträge zu verschiedenen Aspekten der theoretischen Elementarteilchenphysik bekannt. So sagte sie mit Benjamin Lee die Masse des Charm-Quarks (zu 1,5 GeV oder darunter, aus Untersuchungen des Kaon-Systems) vor dessen Entdeckung 1974 durch Burton Richter und Samuel Chao Chung Ting im J/ψ-System voraus. Mit M. Chanowitz und Ellis machte sie auch eine Vorhersage der Bottom-Quark-Masse, ebenfalls kurz vor dessen Entdeckung. 1974 gab sie mit Benjamin W. Lee eine eichfeldtheoretische (QCD) Erklärung der beobachteten Isospin-Auswahlregel ∆I = ½ in nichtleptonischen hadronischen schwachen Zerfällen. Mit John Ellis und Graham Ross sagte sie 3-Jet-Ereignisse in der Quantenchromodynamik (QCD) voraus und untersuchte Jet-Ereignisse als QCD-Tests. Schon ab den 1970er Jahren untersuchte sie auch die Vorhersagen großer vereinheitlichter Theorien (Grand Unified Theories, GUTs) und machte Vorhersagen für das Higgs-Boson. 1985 bewies sie mit Chanowitz das Goldstone-Boson-Äquivalenztheorem. In den 1990er Jahren untersuchte sie Superstring-Modelle.
1977 erhielt sie den Thibaud-Preis der Universität Lyon, war 1980 Loeb Lecturer in Harvard, erhielt 1988 den Ernest-Orlando-Lawrence-Preis des Energieministeriums der Vereinigten Staaten (DOE) und 1993 den Sakurai-Preis der American Physical Society. Sie war ab 1989 Mitglied der American Academy of Arts and Sciences, ab 1991 der National Academy of Sciences der USA und ab 2000 der American Philosophical Society.
Sie hatte aus erster Ehe drei Kinder und war mit Bruno Zumino bis zu dessen Tode 2014 verheiratet.